# Hôn nhân cùng giới ở Missouri
Hôn nhân cùng giới ở tiểu bang Missouri của Hoa Kỳ là hợp pháp theo phán quyết mang tính bước ngoặt của Tòa án Tối cao Hoa Kỳ tại Obergefell v. Hodges, đã đánh sập các lệnh cấm nhà nước về hôn nhân giữa hai người cùng giới vào ngày 26 tháng 6 năm 2015, tiểu bang đã công nhận hôn nhân cùng giới từ các khu vực tài phán khác theo phán quyết của tòa án bang vào tháng 10 năm 2014 và một số khu vực pháp lý nhất định của tiểu bang đã thực hiện hôn nhân cùng giới bất chấp lệnh cấm toàn tiểu bang.
Vào ngày 5 tháng 11 năm 2014, một phán quyết của tòa án tiểu bang giáng xuống lệnh cấm kết hôn cùng giới của Missouri đã yêu cầu Thành phố St. Louis cấp giấy phép kết hôn cho các cặp cùng giới. Đáp lại phán quyết này, Quận St. Louis cũng bắt đầu cấp giấy phép kết hôn cho các cặp cùng giới. Vào ngày 7 tháng 11 năm 2014, một phán quyết của tòa án liên bang giáng xuống lệnh cấm kết hôn cùng giới của Missouri đã giữ lệnh chỉ đạo Quận Jackson cấp giấy phép cho các cặp cùng giới. Mặc dù ở lại, Quận Jackson đã bắt đầu cấp giấy phép kết hôn cho các cặp cùng giới ngay sau phán quyết.
Đánh giá tình trạng kiện tụng hôn nhân cùng giới vào tháng 12 năm 2014, Marc Solomon của Freedom to Marry nói: "Missouri là tiểu bang phức tạp nhất về vấn đề này".

## Kiện tụng quyền kết hôn

Hôn nhân cùng giới ở Missouri trước Obergefell v. Hodges
Hôn nhân cùng giới hợp pháp
Quận cấp giấy phép kết hôn cùng giới theo sáng kiến riêng mà không cần hợp pháp hóa cụ thể^{*}
Lệnh cấm kết hôn cùng giới bị đảo lộn, vẫn đang chờ kháng cáo;
hôn nhân cùng giới được công nhận khi được thực hiện ở nơi khác
----
^{*} Những hạt này cũng đủ điều kiện cho màu xám

### Hợp pháp hóa hôn nhân cùng giới

#### Lawson v. Kelly
Vào tháng 6 năm 2014, Hạt Jackson đã từ chối giấy phép kết hôn đối với hai cặp cùng giới, theo quy định, theo Giám đốc điều hành của Hạt Jackson Mike, một phương tiện tốt hơn cho một vụ kiện so với vụ kiện St. Vào ngày 24 tháng 6, ACLU đã nộp Lawson v. Kelly tại tòa án quận Jackson thay mặt cho hai cặp cùng giới đã bị từ chối giấy phép kết hôn ở đó. Các quan chức quận Jackson nói rằng tùy thuộc vào tổng chưởng lý tiểu bang để bảo vệ vị trí của tiểu bang. Tổng chưởng lý Missouri Chris Koster đã can thiệp và chuyển vụ việc sang tòa án quận liên bang. Thẩm phán Tòa án Quận Hoa Kỳ Ortrie D. Smith phán quyết cho các nguyên đơn vào ngày 7 tháng 11, cho rằng lệnh cấm của Missouri đã từ chối các nguyên đơn về quyền cơ bản của họ để kết hôn và phân biệt đối xử với họ trên cơ sở giới, nhưng không dựa trên xu hướng tính dục. Anh ta chỉ ra lệnh Jackson County cấp giấy phép kết hôn cho các cặp cùng giới và giữ lệnh chờ kết luận về bất kỳ kháng cáo nào. Mặc dù ở lại, Jackson County đã bắt đầu cấp giấy phép kết hôn cho các cặp cùng giới ngay sau quyết định. Vào ngày 21 tháng 11, các nguyên đơn đã yêu cầu Thẩm phán Smith từ bỏ việc ở lại vì cho rằng St. Louis đã được lệnh cấp giấy phép kết hôn cho các cặp cùng giới State of Missouri v. Florida và lưu ý rằng nhà nước không có vị trí trong yêu cầu. Ông đã từ chối vào ngày 25 tháng 11, lưu ý rằng giấy phép có thể được cấp "mà sau đó có thể được xác định là đã được cấp sai" nếu quyết định của ông bị đảo ngược.
Tổng chưởng lý Koster đã nộp thông báo kháng cáo tại Tòa án phúc thẩm vòng 8 vào ngày 5 tháng 12. Vào ngày 8 tháng 12, các cặp cùng giới cũng đã nộp đơn kháng cáo để tranh luận về việc từ chối của tòa án quận về yêu cầu phân biệt đối xử của họ trên cơ sở khuynh hướng tình dục.
Vào ngày 10 tháng 12, các cặp vợ chồng đã yêu cầu Eighth Circuit bỏ trống thời gian ở tòa án quận hoặc nghe đơn kháng cáo của họ trên cơ sở cấp tốc. Vào ngày 20 tháng 12, các cặp vợ chồng đã yêu cầu Eighth Circuit xem xét yêu cầu của họ để từ bỏ việc ở lại trước sự từ chối của Tòa án Tối cao Hoa Kỳ vào ngày hôm trước để cho phép ở lại trong một vụ án ở Florida, Armstrong v. Brenner. Tiểu bang đã trả lời chuyển động của các cặp vợ chồng vào ngày 24 tháng 12, kêu gọi yêu cầu xem xét nhanh quá hạn đưa ra khả năng vào tháng 1, Tòa án Tối cao Hoa Kỳ sẽ đồng ý xét xử một vụ án hôn nhân cùng giới. Bản tóm tắt của tiểu bang không đề cập đến việc ở lại tòa án quận. Vào ngày 9 tháng 1 năm 2015, các cặp vợ chồng đã yêu cầu "Eighth Circuit" yêu cầu "phán quyết kịp thời" về yêu cầu của họ, lưu ý rằng nhà nước không đưa ra lập luận chống lại việc dỡ bỏ việc ở lại và Tòa án Tối cao đã không chấp nhận đơn yêu cầu cấp giấy chứng nhận cho cùng một- vụ án hôn nhân ngày ấy. Họ đã viết: "không có lý do công bằng để giữ trường hợp hiện tại trong tình trạng lấp lửng vĩnh viễn". Vào ngày 21 tháng 1, tiểu bang yêu cầu tòa án đình chỉ các vụ kiện đang chờ xử lý của Tòa án Tối cao Hoa Kỳ trong các vụ án hôn nhân cùng giới tương tự. Các cặp vợ chồng chỉ hỗ trợ yêu cầu đó nếu tòa án dỡ bỏ việc ở lại.
Vào ngày 22 tháng 1, tòa án đã từ chối cả hai để nâng thời gian lưu trú và đình chỉ tố tụng. Nó đồng ý giải quyết vụ việc. Vào ngày 9 tháng 2, các cặp vợ chồng nguyên đơn một lần nữa yêu cầu Eighth Circuit dỡ bỏ việc ở lại, với lý do từ chối của Tòa án Tối cao để cho phép ở lại vào ngày hôm đó Searcy v. Strange (Alabama).

#### Quyết định của Tòa án Tối cao Hoa Kỳ
Vào ngày 26 tháng 6 năm 2015, theo quyết định của Tòa án Tối cao Hoa Kỳ tại Obergefell v. Hodges, các nguyên đơn yêu cầu Mạch thứ tám dỡ bỏ thời gian lưu trú, và nhà nước yêu cầu tòa án bác bỏ kháng cáo của quyết định của tòa án quận.
Do đó, các cặp cùng giới bắt đầu kết hôn ngay lập tức trên khắp Missouri. Vào ngày 7 tháng 7 năm 2015, [[Thống đốc bang Missouri Quyết định  Obergefell .

### Các vụ kiện khác

#### State of Missouri v. Florida
Vào tháng 6 năm 2014, các quan chức St. Louis đã cấp phép cho bốn cuộc hôn nhân cùng giới để cung cấp cơ sở cho một vụ kiện khi nhà nước ra lệnh cho họ dừng thực hành. Thẩm phán St. Louis Circuit Rex Burlison đã tổ chức một phiên điều trần trong vụ kiện, ban đầu State of Missouri v. Carpenter, vào ngày 29 tháng 9 tại tòa án mạch bang. Ông ra phán quyết có lợi cho các nguyên đơn vào ngày 5 tháng 11, phán quyết rằng việc Missouri từ chối cấp phép cho các cuộc hôn nhân cùng giới vi phạm hiến pháp Missouri và liên bang. Tổng chưởng lý bang Missouri Chris Koster tuyên bố kế hoạch kháng cáo phán quyết lên Tòa án tối cao Missouri, nhưng không tìm cách ở lại thi hành phán quyết vì "[t]uân theo các quyết định ở Idaho và Alaska, Tòa án tối cao Hoa Kỳ đã từ chối cấp quyền ở lại sự thật giống hệt nhau." Tổng chưởng lý Koster và Hiệp hội các nhà ghi âm Missouri cho biết lệnh của Thẩm phán Burlison chỉ áp dụng cho thành phố St. Louis, nơi bộ phận giấy phép kết hôn của thành phố bắt đầu cấp giấy phép kết hôn cho các cặp cùng giới. St. Louis County, nơi một quan chức nói "Chúng tôi tin rằng đó là quyết định của từng quận", began issuing marriage licenses to same-sex couples the next day.

#### In re Marriage of M.S. and D.S.
Sau khi tòa án xét xử ở St. Louis County từ chối cho anh ta ly hôn, một người đàn ông đã kết hôn trong Iowa với một người đàn ông hiện bị giam giữ trong nhà tù Missouri đã kháng cáo lên Tòa án Tối cao Missouri vào ngày 13 tháng 3 năm 2014, đã nghe cuộc tranh luận bằng miệng vào ngày 3 tháng 12 năm 2014, một thẩm phán Quận Boone đã ly hôn với hai người phụ nữ đã kết hôn trong Massachusetts vào năm 2009.